# Jes Høgh
Jes Høgh, född 7 maj 1966 i Ålborg är en dansk tidigare fotbollsspelare. Han började karriären som mittfältare, men skolades om till spelande mittback i Brøndby IF, där han bildade mittlås med Marc Rieper. Detta blev början på ett framgångsrikt samarbete, som fortsatte i det danska landslaget upp genom det mesta av 1990-talet. Efter några mindre skador förlorade Høgh sin ordinarie plats i Brøndby och valde att återvända till sin hemstad och Ålborg, med vilka han vann det danska mästerskapet före just Brøndby IF. 
Jes Høgh såldes sommaren 1995 till det turkiska storlaget Fenerbahce, där han bildade mittbackspar med en annan tidigare Brøndby-spelare; Uche Okechukwu. Under sin första säsong var han med om att vinna turkiska ligan i ett decennium som annars dominerades av de två andra Istanbul-klubbarna Galatasaray och Besiktas. Efter fyra år i Turkiet såldes Høgh sommaren 1999 till engelska Chelsea, där han agerade backup för franska landslagsduon Marcel Desailly och Frank Leboeuf under två säsonger innan en vristskada satte stopp för karriären år 2001.
Høgh spelade 57 landskamper och var ordinarie under EM 1996 samt VM 1998 och var även uttagen till EM 2000, där han på grund av skador tvingades se samtliga matcher från läktaren.
Efter avslutningen på sin karriär drabbades Jes Høgh år 2007 av en stroke och förlorade talförmågan. Han lyckades dock genom rehabilitering att återfå denna.